# Венгли
Венгли (азерб. Vəngli; ранее в советских русскоязычных источниках Ванклу) — село в Агдеринском районе Азербайджана, является центром Ванглийского сельского административно-территориального округа.
На территории села расположен Гандзасарский монастырь.

## География
Село Венгли является центром Венглийского сельского административно-территориального округа Агдеринского района, при этом в состав этого сельского административно-территориального округа входят также и сёла Чормынлы и Шахмансурлу.
Село расположено в 48 км к юго-западу от райцентра — города Агдере, на левом берегу реки Хачынчай, на северо-восточных склонах Карабахского хребта.

## История
В советские годы село Ванклу (азерб. Вәнкли) входило в состав Мардакертского района Нагорно-Карабахской автономной области (НКАО) Азербайджанской ССР и было центром одноимённого сельсовета.
Расположенный рядом с селом монастырь Гандзасар был закрыт, открылся 1 октября 1989 года.
2 сентября 1991 года на совместной сессии Нагорно-Карабахского областного и Шаумяновского районного Советов народных депутатов была принята Декларация о провозглашении Нагорно-Карабахской Республики в границах Нагорно-Карабахской автономной области (НКАО) и сопредельного Шаумяновского района Азербайджанской ССР. 26 ноября 1991 года Верховный Совет Азербайджанский Республики принял закон «Об упразднении Нагорно-Карабахской автономной области Азербайджанской Республики». В этом законе помимо упразднения Нагорно-Карабахской Автономной Области (НКАО), было постановлено в том числе также и переименование Мардакертского района в Агдеринский.
13 октября 1992 года решением Милли Меджлиса Азербайджанской Республики Агдеринский район был ликвидирован, а село было передано в состав соседнего Кельбаджарского района.
Во время Первой Карабахской войны в ходе летнего наступления Азербайджану 23 августа 1992 года удалось восстановить контроль над селом, однако в начале 1993 года армянские вооружённые формирования вновь перейдя в наступление вновь заняли село. Таким образом, село попало под контроль непризнанной Нагорно-Карабахской Республики (НКР). Согласно административно-территориальному делению непризнанной республики, село входило в Мартакертский район НКР и называлось Ванк (арм. Վանք). После войны крупный предприниматель и благотворитель Левон Айрапетян, уроженец села, взялся за его восстановление. Село развивалось опережающими темпами и имело возможность обеспечивать работой даже жителей соседних сёл, а посещение туристов помогало решить вопрос сбыта сельхозпродукции. Была построена новая дорога до монастыря Гандзасар, а сам монастырь был отреставрирован, была построена современная школа с бассейном, футбольным полем и интернет-классом, трехэтажный детский сад, мебельная фабрика, школа искусств.
В селе были деревообрабатывающий завод, две гостиницы, зона отдыха, строилось водохранилище.
В 2010 году по приглашению Левона Айрапетяна в селе побывал итальянский певец Аль Бано, где наблюдал за ослиными бегами, которые проводились здесь ежегодно с 2003 года, и дал концерт, а затем посетил монастырский комплекс Гандзасар. За посещение Нагорного Карабаха в нарушение миграционного законодательства Азербайджана певец был включён в список лиц, которым запрещён въезд в Азербайджан, но был исключён из него в 2013 году, после поданного в посольство Азербайджана обращения, в котором он выражал сожаление данным запретом и отмечал, что, не будучи знакомым с обстоятельствами карабахского конфликта на момент визита, не преследовал каких-либо политических целей.
В феврале 2011 года в селе была открыта новая больница.
Согласно Трёхстороннему Заявлению в ночь с 9 по 10 ноября 2020 года, подписанному по итогам Второй Карабахской войны, село перешло под контроль Российских миротворческих сил.
По итогам боевых действий в сентябре 2023 года село вернулось под контроль Азербайджана.
7 ноября 2023 года президент Азербайджана Ильхам Алиев посетил село. Как сообщает Информационное Агентство Report, Ильхам Алиев в ходе поездки в село поручил демонтировать щит из номеров личных автомобилей азербайджанцев, который был изготовлен в период нахождения села под контролем непризнанной НКР. Сообщается, что это поручение было сразу выполнено.
27 декабря 2023 года Агдеринский район был восстановлен в прежних границах и Венглийский сельский административно-территориальный округ вместе с входящим в него селом Венгли вошёл в состав этого района. В настоящее время село Венгли является центром Венглийского сельского административно-территориального округа Агдеринского района Азербайджана.

## Население
По данным «Свода статистических данных о населении Закавказского края, извлеченных из посемейных списков 1886 года», в селе Ванклу Довшанлинского сельского округа Джеванширского уезда Елизаветпольской губернии было 176 дымов и проживало 1525 человек, все — армяне, из которых 70 человек принадлежало к меликам, 22 — к духовенству, а остальные являлись владельческими крестьянами.
По состоянию на 1 января 1933 года в селе проживало 1424 человека (276 хозяйств), абсолютное большинство — армяне.

## Экономика
В советские годы население села занималось животноводством, табаководством, огородничеством и садоводством. В селе функционировали средняя школа, библиотека, клуб, киноустановка, больница, ветеринарный пункт, автоматическая телефонная станция; было налажено производство жерновов. 

## Достопримечательности и туристические объекты
- Монастырь Гандзасар[29]
- Хоханаберд (крепость)
- Качагакаберд (крепость)
- Стена из азербайджанских автомобильных номеров (демонтирована в 2023 году)[30]
- Гора-Лев
- Дворец Гасана-Джалала Дола
- Конюшня с возможностью конных прогулок
- Строится ипподром
- Многочисленные скульптуры и памятники
- Ванкское озеро
- Летний кинотеатр
- Зоопарк

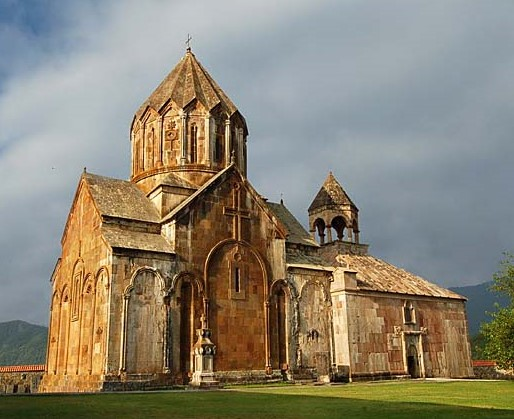
Монастырь Гандзасар, XIII в.
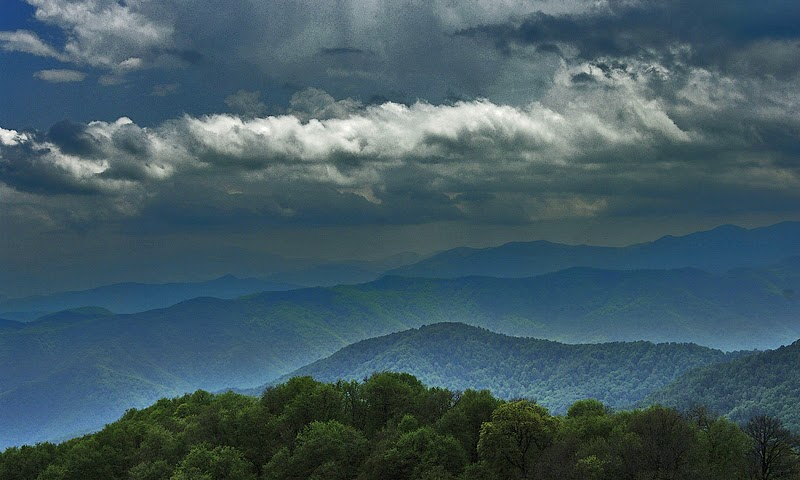
Вид на крепость Качагакаберд
Гостиница «Эклектика»
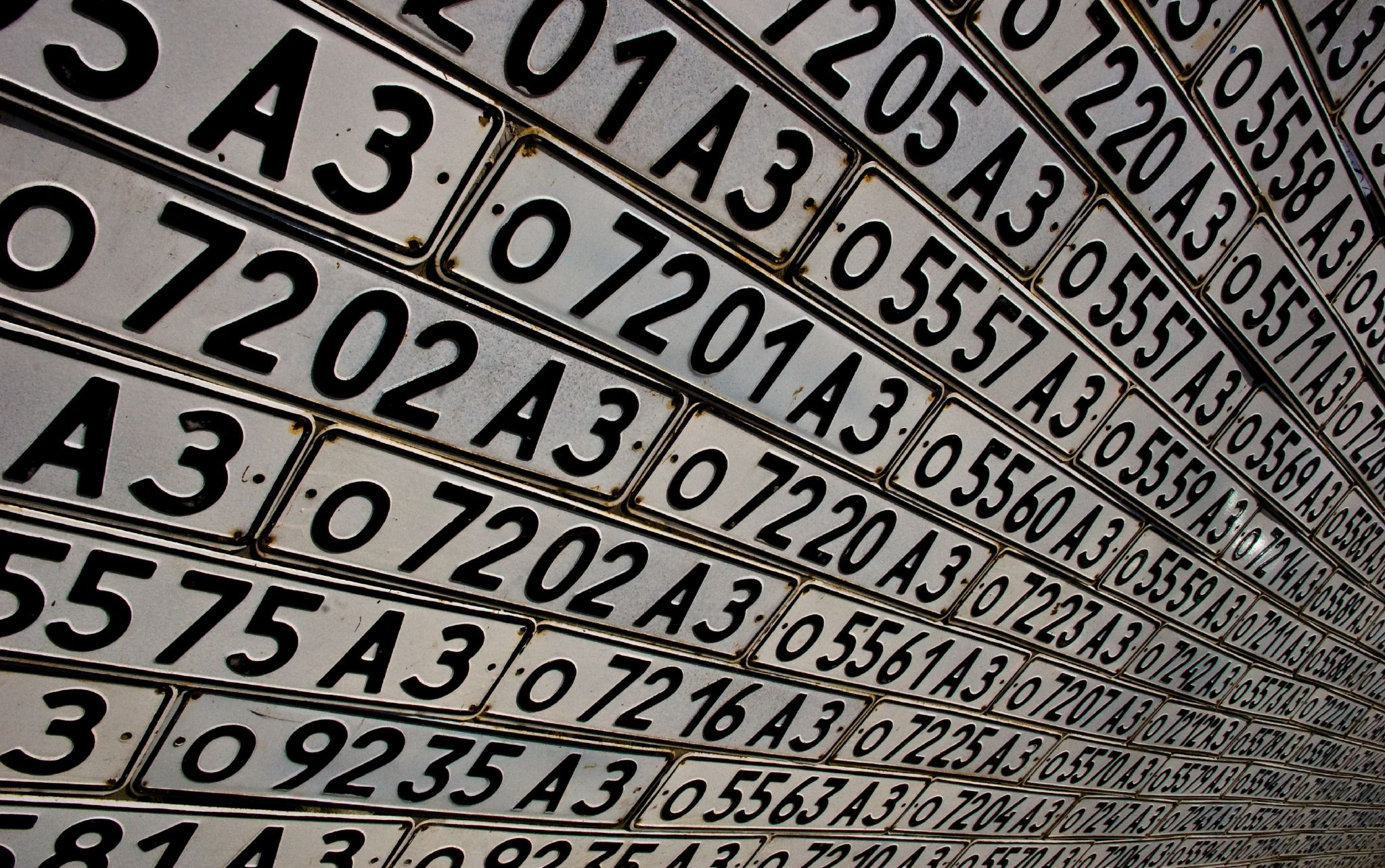
Забор автономеров Азербайджанской ССР[31], был разобран по поручению президента Азербайджана Ильхама Алиева во время визита в село 7 ноября 2023 года
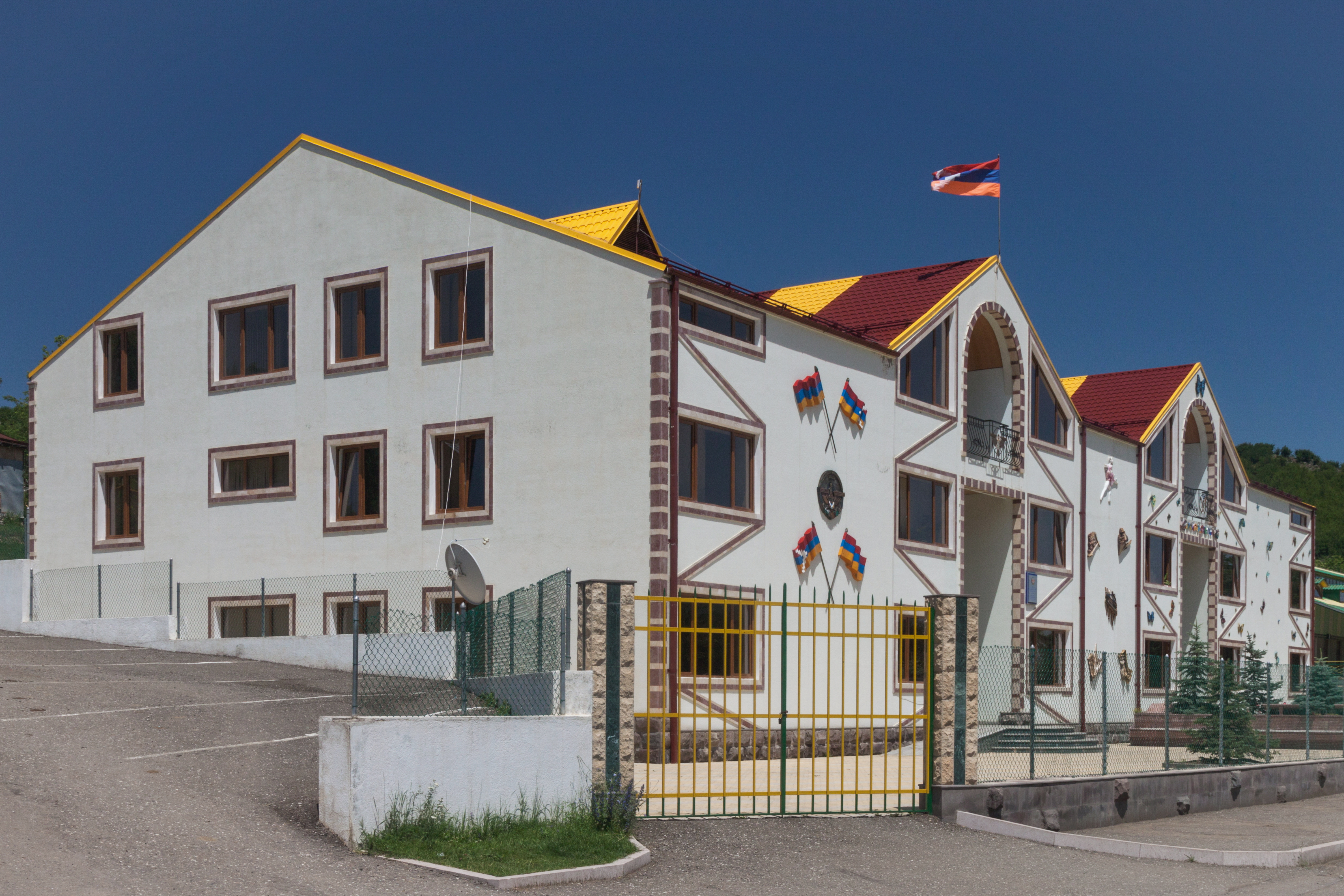
Сельская школа
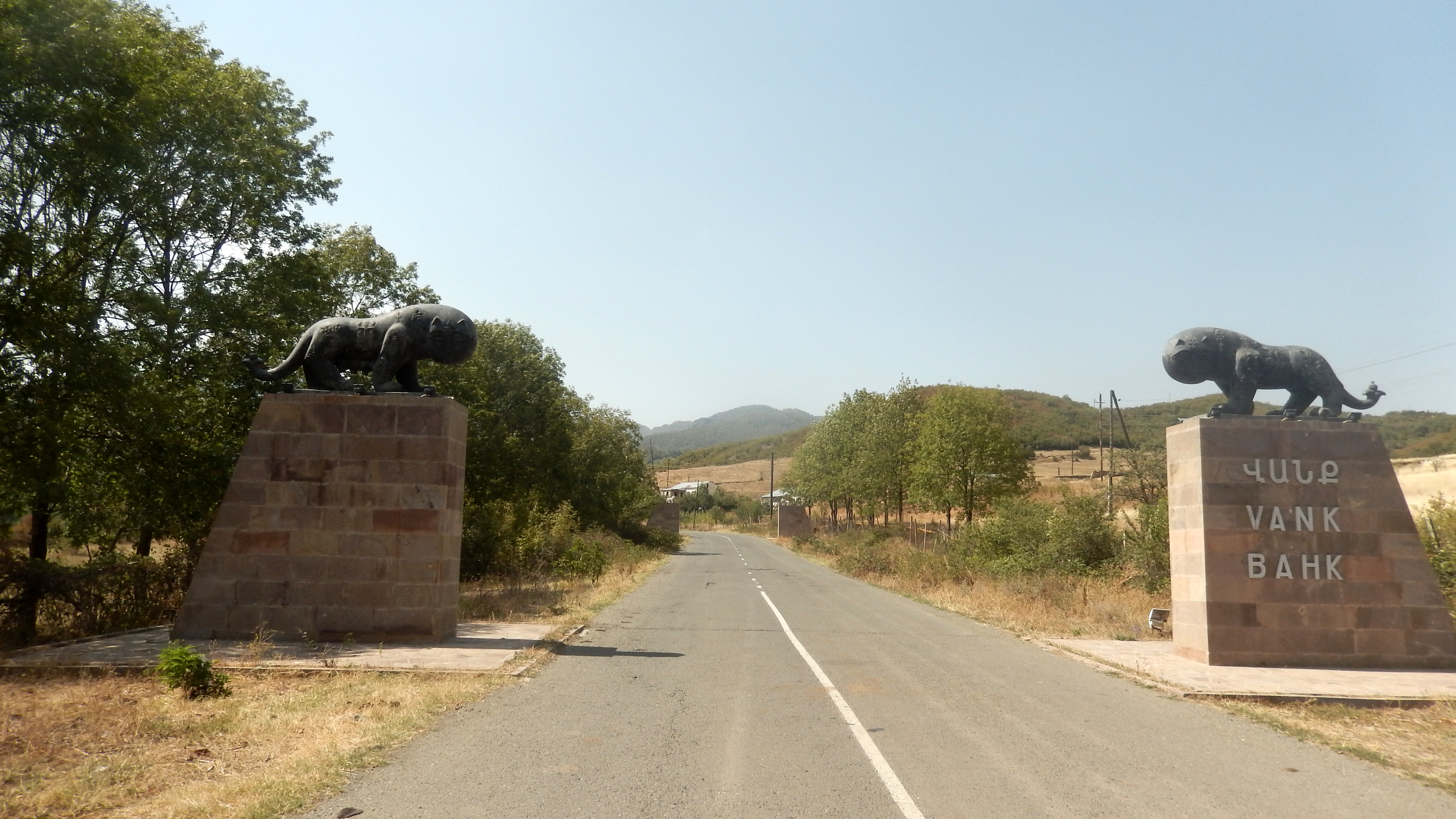
Въезд в село
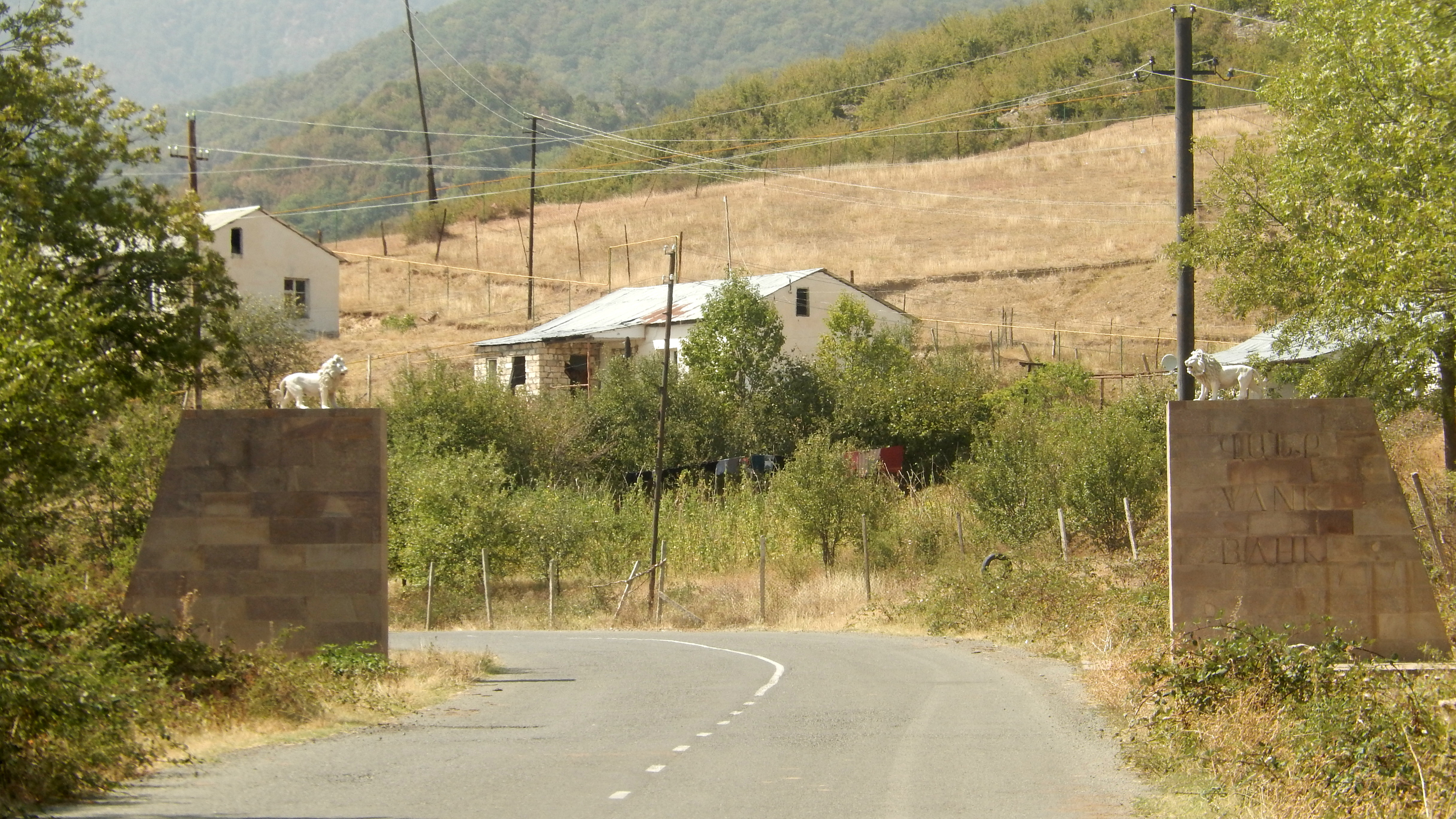
Въезд в село
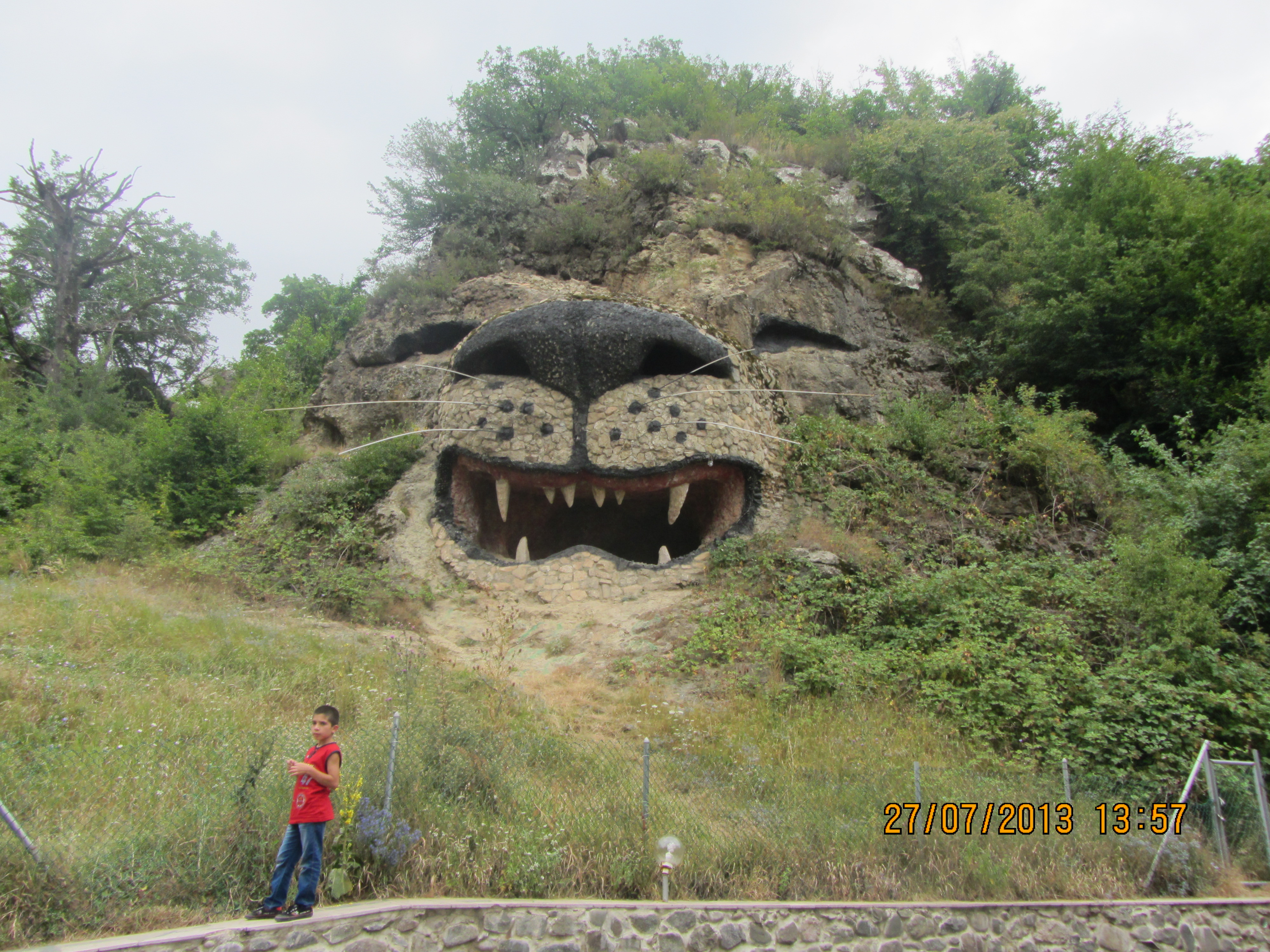
Природная скульптура
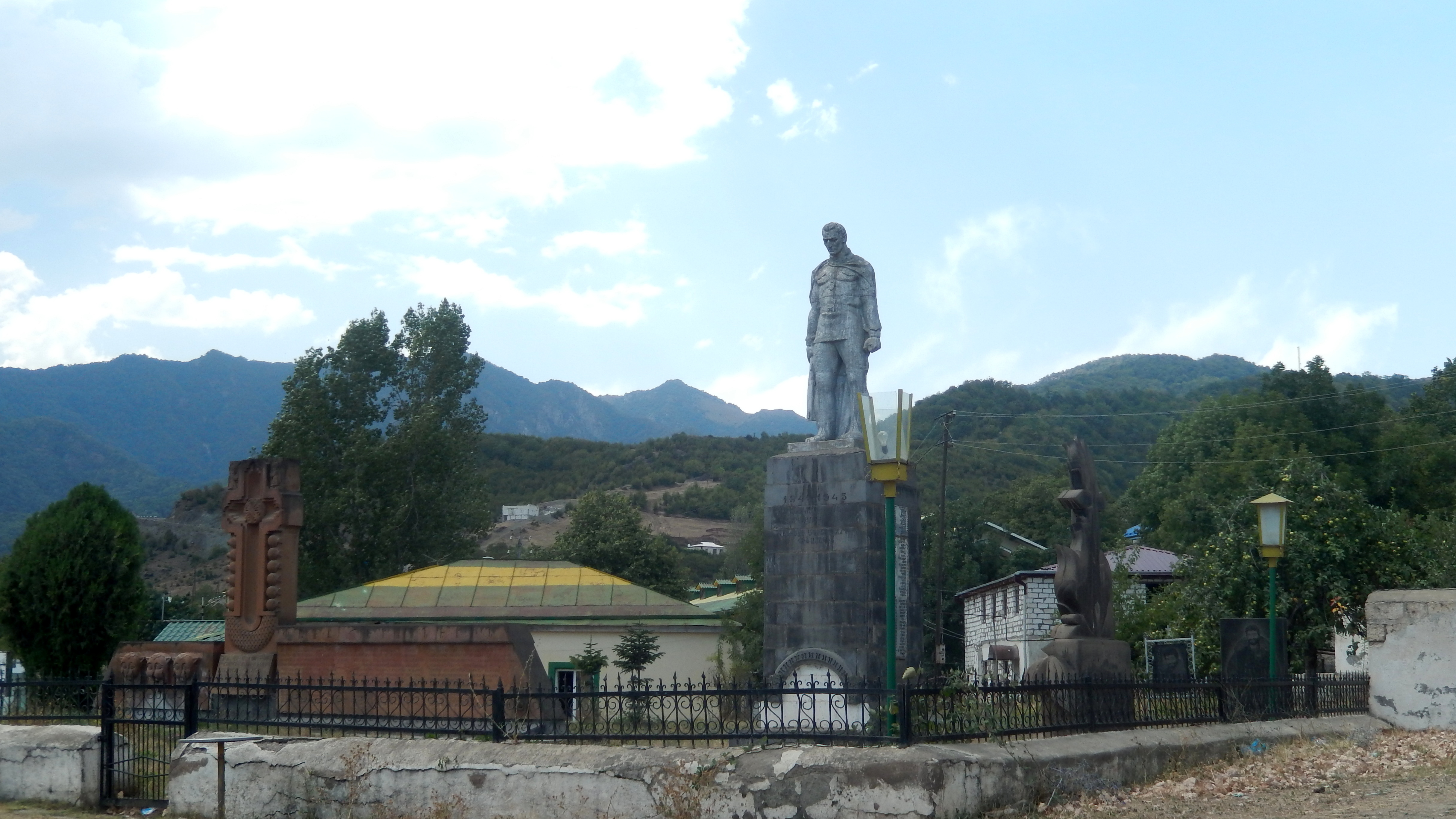
Памятник погибшим во время второй мировой и карабахской войн

## Известные уроженцы и жители
- Айрапетян Левон Гургенович (1949—2017) — российский бизнесмен, инвестор и меценат, позже осуждённый за хищения и умерший в заключении[32][16].